# Brunfelsia pauciflora
Brunfelsia pauciflora là loài thực vật có hoa trong họ Cà. Loài này được (Cham. & Schltdl.) Benth. mô tả khoa học đầu tiên năm 1846.